# Castello Cabiaglio
Castello Cabiaglio é uma comuna italiana da região da Lombardia, província de Varese, com cerca de 501 habitantes. Estende-se por uma área de 7 km², tendo uma densidade populacional de 72 hab/km². Faz fronteira com Barasso, Brinzio, Comerio, Cuveglio, Cuvio, Luvinate, Rancio Valcuvia, Varese.

## Demografia
| Variação demográfica do município entre 1861 e 2011                               |
|                                                                                   |
| Fonte: Istituto Nazionale di Statistica (ISTAT) - Elaboração gráfica da Wikipedia |